# Gunilla Holm
Gunilla Viveka Holm, född Wikander 13 juli 1939 i Jönköping, död 9 december 2017 i Stockholm, var en svensk översättare, författare och litteraturkritiker.
Holm växte upp i Helsingborg, och tog studentexamen på dåvarande flickläroverket.

## Översättningar
- Howard Kent: Yoga för dig (ICA-förlaget 1974)
- Godfrey Smith: Kaviar (Rabén & Sjögren 1979)
- A. Alvarez: Jakt (Rabén & Sjögren 1980)
- Irving Wallace: Uppdrag Amerikas första dam (Askild & Kärnekull 1981)
- Pat Barr: Alice - mellan två världar (Rabén & Sjögren 1982)
- Alice Walker: Meridian (Trevi 1983)
- Rebecca West: En soldat kommer hem (Trevi 1983)
- Pat Barr: Oslipad Jade (Rabén & Sjögren 1984)
- Leslie Glass: Modern kärlek (Forum 1985)
- Nancy Willard: Osynligheter (AWE/Gebers 1986)
- Goldberg/Robinson: I de bästa kretsar (Forum 1988)
- Nancy Price: Sova hos fienden (Forum 1988)
- Mary McGarry Morris: Försvunnen (Legenda 1989)
- Dominick Dunne: I våra kretsar (AWE/Gebers 1989)
- Anthony Mancini: Dödlig likhet (Legenda 1990)
- Frances Kennett: Coco Chanel (Rabén & Sjögren 1990)
- Phyllis Rose: Josephine Baker (Norstedts 1990)
- Dominick Dunne: En obekväm kvinna (AWE/Gebers 1991)
- Birgit Erup: Sex och Singel (Legenda 1991)
- John Mortimer: Titmuss kommer igen (Viva! 1992)
- Sam och Chuck Giancana: Maffians hämnd (Bonnier Alba 1992)
- Cookie Gallman: Jag drömde om Afrika (Norstedts 1992)
- Fannie Flagg: Stekta gröna tomater på Whistle Stop Café (Bonnier Alba 1992)
- Nancy Price: Nattkvinnan (Forum 1993)
- Anne Rice: Mumien (Forum 1993)
- Nora Roberts: Sanna lögner (Bonnier Alba 1993)
- Annie Murphy med Peter de Rosa: En ohelig allians (Rabén & Sjögren 1993)
- Avra Wing: Angie (Forum 1994)
- Marilyn French: Systrar emellan (Natur & Kultur 1994)
- Rosamunde Pilcher: Kärlekshistorier (Natur & Kultur 1994)
- Nora Roberts: Framgångens pris (Bonnier Alba 1995)
- Nicholas Evans: Mannen som kunde tala med hästar (Forum 1995)
- Nora Roberts: Dolda rikedomar (Bonnier Alba 1996)
- Nora Roberts: Född ur elden (Bonnier Alba 1996)
- Marilyn French: Sommaren med George (Natur & Kultur 1996)
- Faye Kellerman: Examensfesten (Bonnier Alba 1996)
- Nora Roberts: Farliga vidder (Bonnier Alba 1997)
- Penelope Williamson: Främlingen (Det Bästas bokval 1997)
- Nora Roberts: Född ur kylan (Bonnier Alba 1997)
- Marilyn French: En förälskad man och andra berättelser (Natur & Kultur 1997)
- Nora Roberts: Hotfullt Paradis (Albert Bonnier 1998)
- Faye Kellerman: Be för ditt liv (Albert Bonnier 1998)
- Marilyn French; Min tid i helvetet (Natur och Kultur 1998)
- Nicholas Evans: I vargars närhet (Forum 1998)
- Nora Roberts: Född i synd (Albert Bonnier 1999)
- Nora Roberts: Falsk skönhet (Albert Bonnier 1999)
- Di Morrissey: Tingulla (Det Bästas bokval 1999)
- Nicholas Evans: I vargars närhet (Det Bästas bokval 1999)
- Julia Wallis Martin: Porträtt i sten (Minotaur 1999)
- Nora Roberts: Vid avgrundens rand (Albert Bonnier 2000)
- Josephine Cox: Den gyllene buren (Albert Bonnier 2000)
- Julia Wallis Martin: Fädernas synder (Minotaur 2000)
- Nora Roberts: Vänskap till döds (Albert Bonnier 2001)
- Julia Hamilton: Oskrivna regler (Albert Bonnier 2001)
- Fannie Flagg: Välkommen till världen, Baby Girl (Det Bästas bokval 2001)
- Nicholas Evans: Eldfångaren (tills. med B. Unnerstad) (Forum 2001)
- Nora Roberts: Solens diamanter (Albert Bonnier 2002)
- Nora Roberts: Vid avgrundens rand (Det Bästas bokval 2002)
- Minette Walters: Misstanken (Albert Bonnier 2002)
- Nora Roberts: Det ödesdigra arvet (Albert Bonnier 2003)
- Jeanne Ray: Par och piruetter (Albert Bonnier 2003)
- Nora Roberts: Pärlor från månen (Albert Bonnier 2003)
- Nora Roberts: Havets safirer (Albert Bonnier 2004)
- Nora Roberts: Nyckeln till ljuset (Albert Bonnier 2005)
- Fannie Flagg: En röd liten fågel (Albert Bonnier 2005)
- Kristin Hannah: Angelas dotter (Albert Bonnier 2006)
- Nora Roberts: Nyckeln till sanningen (Albert Bonnier 2006)
- Philippa Gregory: Den första hustrun (Damm Förlag 2007)
- Geraldine O’Neil: En gnista av hopp, en hemlig dröm (Albert Bonnier 2007)